# ديدان ماييرا
ديدان ماييرا (بالإنجليزية: Deedan Muyira)‏، هي مُمثلة كينية.

## روابط خارجية
ديدان ماييرا على موقع IMDb (الإنجليزية)
- ديدان ماييرا على موقع قاعدة بيانات الفيلم (الإنجليزية)